# کتابخانه ملی جمهوری آرژانتین
کتابخانه ملی جمهوری آرژانتین (به اسپانیایی: Biblioteca Nacional) یک کتابخانه ملی در آرژانتین است که در بوئنوس آیرس واقع شده است.

## تاریخچه

### کتابخانه عمومی بوئنوس آیرس
کتابخانه عمومی بوئنوس آیرس که در سپتامبر ۱۸۱۰ با فرمان نخستین شورای دولت انقلاب مه که به نام «پریمرا خونتا» شناخته می‌شود، تأسیس شد، بعدها تنها کتابخانه ملی کشور شد. این تغییر در سال ۱۸۸۴ با بازتعریف مأموریتش و تغییر رسمی نامش به کتابخانه ملی آرژانتین صورت گرفت. نخستین مقر این کتابخانه، یک عمارت قدیمی از قرن ۱۸ بود که به یسوعی‌ها تعلق داشت و در گوشه خیابان‌های مورن و پرو قرار داشت، در محوطه تاریخی یسوعی‌ها به نام «مانزانا دِ لاس لوچس».
ماریانو مورنو، نخستین مدیر کتابخانه، ایجاد این نهاد را به عنوان بخشی از مجموعه‌ای از اقدامات برای افزایش آگاهی عمومی نسبت به زندگی سیاسی و مدنی پیشنهاد کرد. بنیاد کتابخانه عمومی بر مبنای تأکید بر آموزش و پرورش عمومی به عنوان ابزاری برای ساخت یک کشور خودمختار استوار بود. مجموعه اولیه کتابخانه با مبارزه برای استقلال گره خورده و از مجموعه شخصی مصادره شدهٔ اسقف اورلانا و همچنین کمک‌های میهن‌پرستانهٔ کابیلدو، کالج سلطنتی سن کارلوس، لوئیس خوزه چوروآرین و مانوئل بلگرانو جمع‌آوری شده بود. نخستین مدیران ارشد کتابخانه، دکتر ساتورنینو سگورولا و پدر کای‌اتانو رودریگز بودند که هر دو از شخصیت‌های کلیسا بودند. سپس چوروآرین و مانوئل موریو (برادر و زندگی‌نامه‌نویس بنیان‌گذار) به این سمت منصوب شدند. نسل مدیرانی که پس از آن آمدند، هنوز هم به عنوان بخشی اساسی از بافت فکری و تاریخی آرژانتین محسوب می‌شوند: مارکوس ساستره، کارلوس تخدور، خوزه مارمول، وینسنت قساده، مانوئل ترلس و خوزه آنتونیو وایلده. 